# یانچه سایوری
یانچه سایوری (انگلیسی: Yance Sayuri؛ زادهٔ ۲۲ سپتامبر ۱۹۹۷) بازیکن فوتبال است.
وی همچنین در تیم ملی فوتبال اندونزی بازی کرده‌است.